# HTC Sense
HTC Sense er en Grafisk brugerflade udviklet af HTC corporation til mobiltelefoner/smartphone eller Tablet-computere som kører enten Android, Brew eller Windows Mobil styresystem.
Styresystemet, som f.eks. Android, er motoren i mobilen, som skaber de tekniske rammer til at sende SMS´er, modtage og lave opkald, gå på nettet osv. Sense har så til opgave at gøre alle disse funktioner meget lettere for brugeren at tilgå, sådan at de mest basale opgaver som opkald, SMS, fotos osv. kan findes i løbet af få sekunder.
HTC Sense blev første gang annonceret d. 24 juni 2009. Den første Android mobil som kørte med HTC Sense var HTC Hero. 
HTC har omtalt at Sense ikke bare er en brugerflade – den er en tanke/filosofi. 

## Hvad får jeg med Sense?
Der er små forskelle i Sense alt efter hvilken mobil du har, f.eks. er opbygningen af HTC HD2 lidt anderledes end HTC Hero. Dog bygger alle Sense-produkter på de samme grundprincipper som skal gøre det meget lettere og enklere for brugerne. 
Nogle af de funktioner som man får fra HTC Sense:
- Google-integration:
  - Ved at knytte sin google-account til sin mobil, får man adgang til sin gmail, alle sine kontaktpersoner, sin google-kalendar osv.

- Facebook-integration:
  - Alle ens kontaktpersoner kan knyttes sammen med vennerne på Facebook. Mobilen søger automatisk de matchende kontakter og sætter billede og fødselsdag på.

- Kontaktliste:
  - I kontaktlisten samles SMS'er, mails, Facebook-updates, fotos fra Facebook og Flickr samt seneste opkald, direkte under kontaktpersonen. Der skal kun slåes op ét sted for at finde hele kommunikationen med en person.

- Syv-forside skærme:
  - Man kan bladre frem og tilbage mellem 7 "skærme", som man kan tilpasse lige som det passer en selv. F.eks. med genveje, programmer, widget og bogmærker.

- Lokalvejrudsigt:
  - Vejrudsigt-programmet henter automatisk din aktuelle position, og giver dig vejrudsigten for det område. Ønskes der hurtigt genvej til vejet i bestemte byer, kan du også tilføje dem til programmet.